# Haplochorema magnum
Haplochorema magnum är en enhjärtbladig växtart som beskrevs av Rosemary Margaret Smith. Haplochorema magnum ingår i släktet Haplochorema och familjen Zingiberaceae. Inga underarter finns listade i Catalogue of Life.